# São Bento do Tocantins
São Bento do Tocantins är en kommun i Brasilien.   Den ligger i delstaten Tocantins, i den centrala delen av landet, 1 100 km norr om huvudstaden Brasília. Antalet invånare är 4 615. Arean är 1 106 kvadratkilometer.
Terrängen i São Bento do Tocantins är lite kuperad.
Omgivningarna runt São Bento do Tocantins är huvudsakligen savann. Runt São Bento do Tocantins är det mycket glesbefolkat, med 4 invånare per kvadratkilometer.